# Cheeseburger (wrestler)
Brandel Littlejohn, noto anche con lo pseudonimo di World Famous CB o Cheeseburger (Trenton, ...), è un wrestler statunitense.
Noto principalmente per le sue apparizioni nella Ring of Honor (ROH). Nonostante venga abitualmente utilizzato come jobber a causa della sua corporatura minuta, è un beniamino dei fan tra gli appassionati della ROH.

## Carriera

### Inizi (2012–2013)
Nel settembre 2012 Littlejohn esordì nel wrestling nella compagnia Beyond Wrestling, dove lottò con lo pseudonimo "Leech Landa" in un match a Filadelfia. Nel 2013 apparve in due match nella Wrestling Is...Respect! di Boonton, New Jersey.

### Ring of Honor (2013–presente)
Debuttò nella Ring of Honor l'11 luglio 2013, all'evento A Night of Hoopla svoltosi a Chicago. Lottando con il ring name "Cheeseburger", si alleò con Roderick Strong per sfidare, senza successo, i reDRagon (Bobby Fish & Kyle O'Reilly) per il ROH World Tag Team Championship. Il motivo kayfabe di questo bizzarro nome d'arte derivava da quando era stato bullizzato da Charlie Haas, ma in realtà era un nome che aveva adottato circa tre anni prima, dopo una frase di Rhett Titus.
Nel 2014 sfida senza successo per due volte Jay Lethal per il ROH World Television Championship: all'evento Second to None di Baltimora e allo show Road to Best in the World '14 di Carbondale, Illinois.
Quindi formò il tag team Brutal Burgers insieme a "Brutal" Bob Evans. I due ebbero un feud quando la coppia si sciolse, culminante al pre-show di Final Battle, dove Cheeseburger sconfisse Evans.
Nel gennaio 2016, Cheeseburger sfidò Roderick Strong per il World Television Championship, ma fu da questi sconfitto a Collinsville (Illinois) durante il Winter Warriors Tour della ROH.
Durante la pandemia di COVID-19, Littlejohn decise di modificare il suo personaggio, e notando che la sua carriera come Cheeseburger era stagnante, decise di cambiare il suo ring name in "World Famous CB".
Nel 2022, a seguito dell'acquisizione da parte di Tony Khan della Ring of Honor, Littlejohn continuò comunque ad apparire nei pay-per-view della compagnia, anche se perdendo praticamente sempre.

### New Japan Pro-Wrestling (2016–2018)
Il 4 gennaio 2016, Cheeseburger fece un debutto a sorpresa nella New Japan Pro-Wrestling (NJPW) prendendo parte alla New Japan Rumble svoltasi nel pre-show di Wrestle Kingdom 10 in Tokyo Dome. Fu eliminato da Yoshi-Hashi. Strinse un'amicizia sulle scene con Jushin Liger, che lo portò ad adottare la sua mossa finale, la Shotei.
Un anno dopo, il 4 gennaio 2017 tornò nella NJPW, partecipando nuovamente alla New Japan Rumble nel pre-show di Wrestle Kingdom 11 in Tokyo Dome. Durante il match, Cheeseburger riuscì ad eliminare Bone Soldier e resistette quasi fino alla fine, prima di essere eliminato da Michael Elgin. Il giorno seguente, lottò insieme a Hiro Saito, Hiroyoshi Tenzan, Satoshi Kojima e Scott Norton in un ten-man tag team, dove la sua squadra sconfisse il Bullet Club (Bad Luck Fale, Bone Soldier, Kenny Omega, Tama Tonga & Tanga Loa).
All'evento Wrestle Kingdom 12 in Tokyo Dome del 4 gennaio 2018, Cheeseburger fu ancora l'ultimo uomo ad essere eliminato nella New Japan Rumble. Fu schienato da Masahito Kakihara. A New Year Dash !! la sera dopo, insieme ai Roppongi 3K perse contro Kenny Omega & The Young Bucks.

## Personaggio

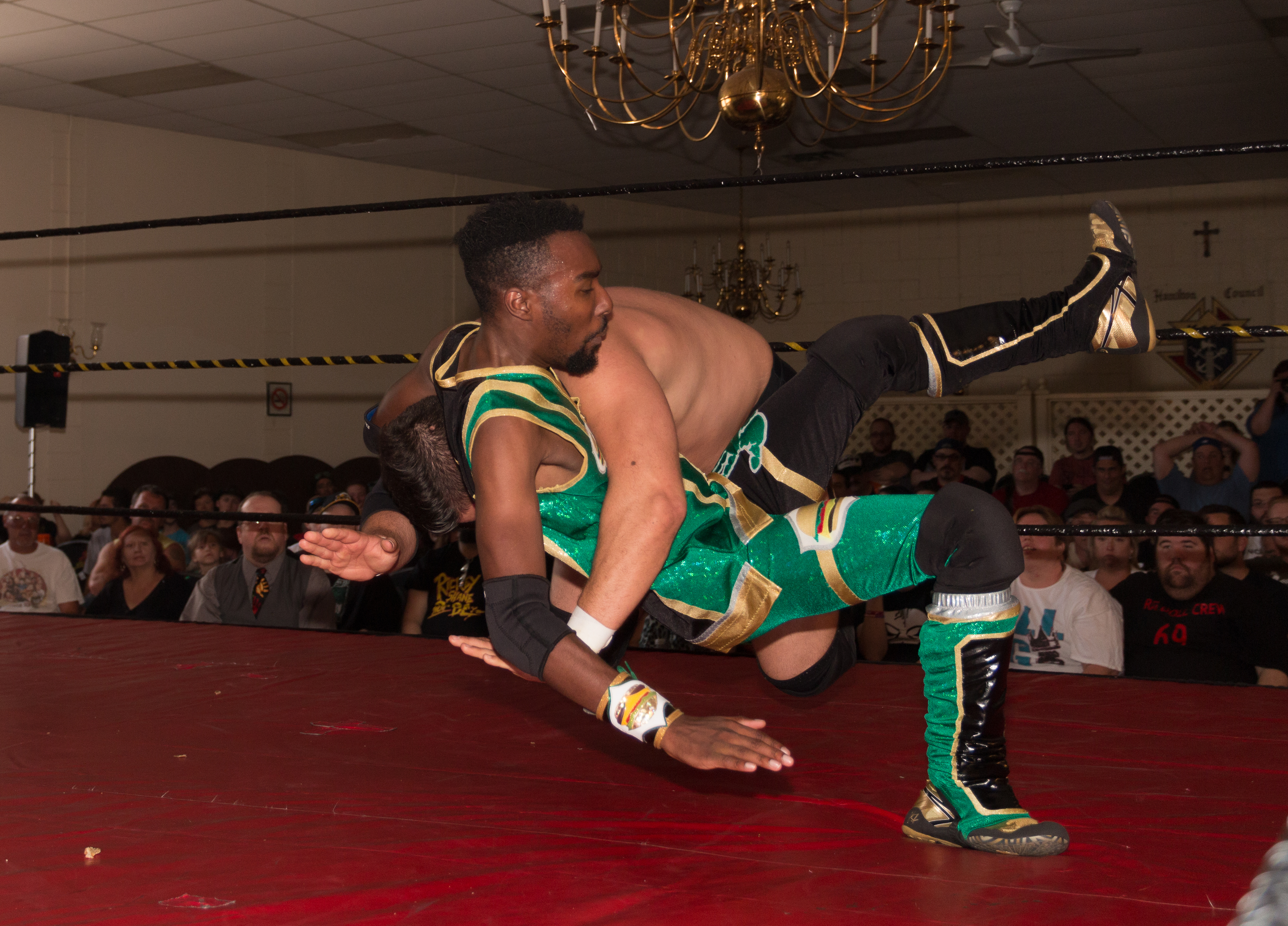
Cheeseburger esegue un DDT su Ethan Page durante lo show The Purge nella Alpha-1

Mossa finale
- Shotei (Palm strike)

## Titoli e riconoscimenti
- Beyond Wrestling
  - Feast Championship Wrestling Championship (1)[23]
- Immortal Championship Wrestling
  - ICW Dippin Donuts 24/7 Championship (1)
- Labor of Love
  - Labor of Love Citywide Championship (1)
  - Labor Of Love Citywide Title Tournament (2023)
- Flying V Fights Pro Wrestling
  - Technical Difficulties II Tournament (2024)
- Pro Wrestling Illustrated
  - 360º tra i migliori 500 wrestler singoli nei PWI 500 del 2021[24]
- WrestlePro
  - WrestlePro Alaska Tag Team Championship (1) – con LSG[25]